# Vivi

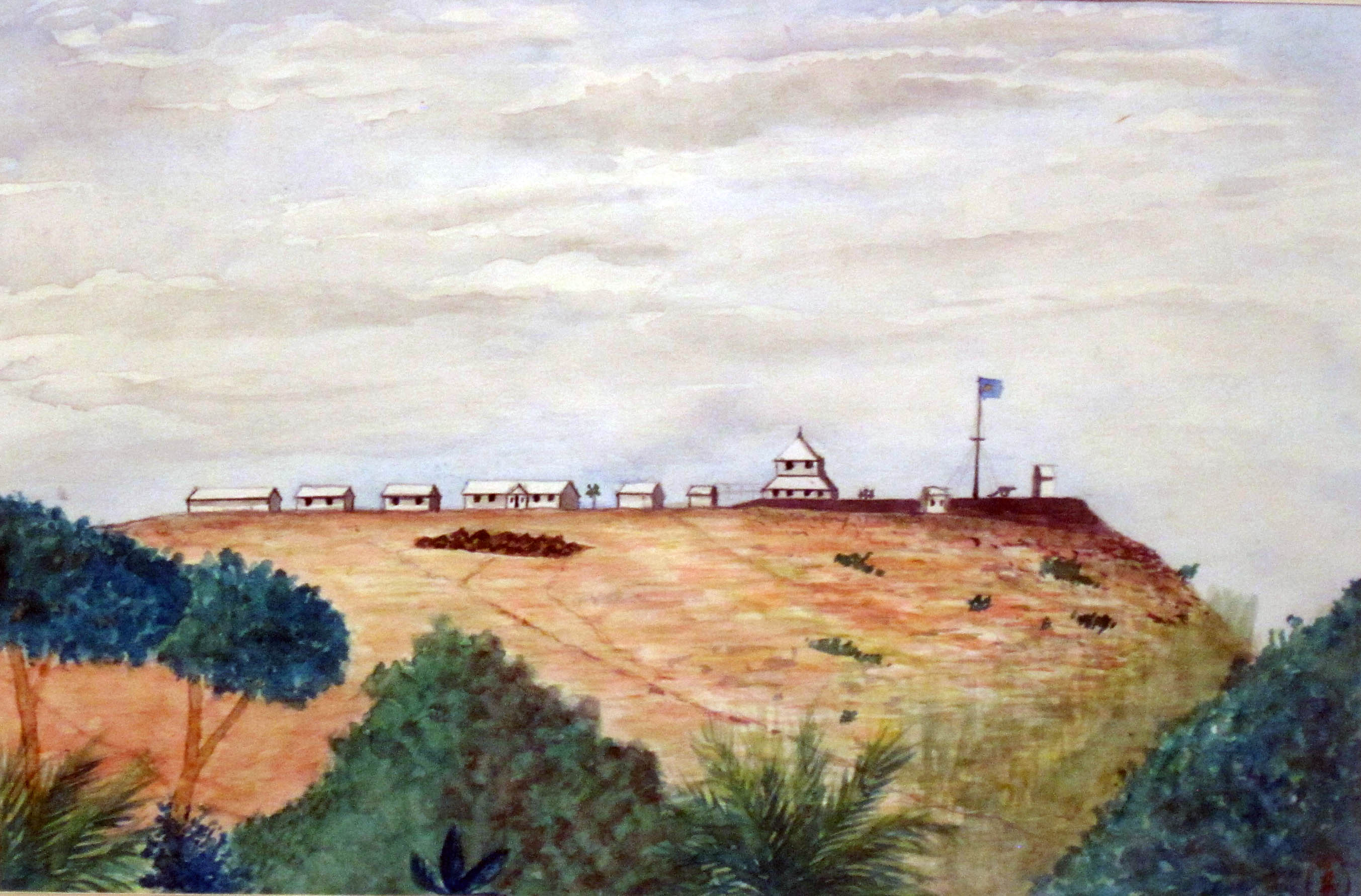
Målning av Vivi från 1887.

Vivi var en handels- och expeditionsstation i Kongostaten.
Stationen anlades 1879 av Henry Morton Stanley inför hans utforskande av Kongos inre. Hit var Kongofloden farbar och platsen kom att fungera som omlastningsplats för utrustning som skulle föras vidare inåt landet. Stationen konstruerades helt av material hämtat från Europa. 1882 återvände Stanley till Vivi efter sitt utforskande av Afrikas inre, men avsände samma år en ny expedition härifrån. 1884 var Vivi platsen för ett möte mellan Stanley och Francis de Winton som utsetts till Stanleys efterträdare som chef över expeditionerna här. I Vivi proklamerades 1 juli 1885 Kongostatens konstitution. Samma år beslutades även att flytta stationen till ett lämpligare lägre belägen plats strax intill. Redan 1887 nedrevs dock stationen och flyttades till Boma.